# Боемунд II (князь Антіохії)
Боемунд II (*Boemondo II, 1107/1008 — 1130) — князь Антіохії в 1111–1130 роках.

## Біографія
Походив з династії Отвілів. Син Боемунда I, князя Антіохії, та Констанції Капет. Народився у 1107 або 1108 році, менш ймовірно — 1109 році. У 1111 році після смерті його батька офіційно став князем Антіохії. Втім через малолітство Боумунда II, що перебував в Італії, регентом й фактичним правителем князівства став Танкред Тарентський. Після його смерті у 1112 році регентом став Рожер Салернський. У 1119 році після загибелі останнього, Боемунд II вирішив перебратися до Антіохії. На час його відсутності регентом було оголошено Балдуїна II, короля Єрусалиму.
Лише восени 1126 року Боемунд II прибув до Антіохії, яку отримав від регента. 1127 року одружився з Алісою, донькою короля Єрусалиму. Невдовзі спільно з тестем князь Антіохії відвоював фортецю Кафартаб. Також Бодуен II здійснив напад на Шайзар, але без успіху. Невдовзі вступив у конфлікт з Жосленом I, графом Едесси. Останній при підтримці сельджуків атакував межі Антіохійського князівства.
Протистояння між Антіохією та Едессою призвело до того, що хрестоносці не скористалися можливістю для захоплення Алеппо. Це володіння 1128 року зайняв Імад-ад-Дін Зенгі, атабек Мосула. Того ж року король Сицилії Рожер II захопив володіння Бодуена II в Південній Італії — князівство Таранто, Отранто і Бріндізі. Втім князь Антіохії зосередився на палестинських справах. У 1128 році прийшов на допомогу королю Єрусалиму, коли той взяв в облогу місто Баніас (підлегле еміру Дамаску). Проте через щільні дощі хрестоносці вимушені були відступити. У лютому 1130 року Боемунд II вдерся до західної Кілікії, де вступив у протистояння з Левоном I, князем в гірській Кілікії. В бажання захопити ці землі князь Антіохії з Аміром-Газі Данішмендидом, зазнав поразки й загинув. Після цього влада перейшла до доньки Боемунда II — Констанції I. Але почалася боротьба за регентів.